# Sterling Hofrichter
Sterling James Hofrichter (* 5. Dezember 1996 in Jacksonville, Florida) ist ein US-amerikanischer American-Football-Spieler auf der Position des Punters. Er spielt für die St. Louis BattleHawks in der United Football League (UFL) und stand zuvor bei den Atlanta Falcons, den Tampa Bay Buccaneers und den Miami Dolphins in der National Football League (NFL) unter Vertrag.

## Frühe Jahre
Hofrichter ging auf die Highschool in Seffner, Florida. Später besuchte er die Syracuse University. Hier war er im Collegefootballteam nicht nur als Punter tätig, sondern teilweise auch als Placekicker.

## NFL
Hofrichter wurde im NFL Draft 2020 von den Atlanta Falcons in der siebten Runde an 228. Stelle ausgewählt. Er war somit der zweite (und zugleich auch letzte) Punter, der in diesem Draft ausgewählt wurde. Hofrichter war in der Saison 2020 Punter der Falcons und erzielte bei 56 Punts einen Durchschnitt von 42,5 Yards. Im August 2021 wurde er auf die Injured Reserve List gesetzt und letztlich am 26. August entlassen.
Am 14. Dezember 2021 nahmen die Tampa Bay Buccaneers Hofrichter für ihren Practice Squad unter Vertrag. Am 25. Dezember wurde er zum 53-Mann-Kader hinzugefügt. Hofrichter vertrat in zwei Spielen den etatmäßigen Punter Bradley Pinion, der wegen einer Hüftverletzung ausfiel. Am 18. Januar 2022 entließen die Buccaneers Hofrichter, nahmen ihn aber nach Saisonende für die Saison 2022 wieder unter Vertrag. Am 29. Juli 2022 entließen die Buccaneers Hofrichter erneut.
Am 5. August 2022 nahmen die Miami Dolphins Hofrichter unter Vertrag, entließen ihn aber noch vor Saisonbeginn am 23. August wieder.
Im November 2022 nahm Hofrichter am Draft für die XFL 2023 teil und wurde von den St. Louis BattleHawks ausgewählt. Für die Saison 2024 in der neu formierten United Football League (UFL) unterschrieb Hofrichter erneut bei den BattleHawks.